# クィントゥス・ファビウス・マクシムス・グルゲス (紀元前265年の執政官)
クィントゥス・ファビウス・マクシムス・グルゲス（ラテン語: Quintus Fabius Maximus Gurges、- 紀元前265年）は紀元前3世紀中期の共和政ローマの政治家・軍人。紀元前265年に執政官（コンスル）を務めた。

## 出自
グルゲスはローマで最も有力なパトリキ（貴族）であるファビウス氏族の出身。父は紀元前292年と紀元前276年に執政官を務めた同名のクィントゥス・ファビウス・マクシムス・グルゲス、祖父は五度執政官を務めたクィントゥス・ファビウス・マクシムス・ルリアヌスである。また息子にはローマの楯と称された第二次ポエニ戦争の英雄クィントゥス・ファビウス・マクシムス・ウェッルコスス・クンクタートルがいる。
なお、紀元前292年・紀元前276年の執政官と紀元前265年の執政官は同一人物との説もある。

## 経歴
第一次ポエニ戦争勃発1年前の紀元前265年、グルゲスは執政官に就任。同僚執政官はルキウス・マミリウス・ウィトゥルスであった。。ウォルシニ（en）はエトルリア最古の都市の一つであり、またローマに最後まで抵抗した都市のひとつであったが、この頃はローマと同盟していた。ウォルシニでは貴族階級の権利を制限する法が成立したが、これに不安を覚えた貴族階級はローマに軍事支援を求める使節を送った。この要請を受けグルゲス（あるいはウィトゥルスも）が派遣された。ウォルシニの平民はローマから戻った使節団を処刑し、ローマに反乱した。グルゲスが近づくとウォルシニ軍は出撃したが敗北し、城壁都市であるウォルシニに篭城した。グルゲスはこれを包囲、攻撃したが負傷し、結局は死亡した。ウォルシニ軍は反抗を試みたが失敗し、街に引き返した。結局食料が付き、同年または翌年にウォルシニ軍は降伏した。同僚執政官のウィトゥルス、あるいは翌年の執政官のマルクス・フルウィウス・フラックスは首謀者を処刑し、残りの市民は移住させてウォルシニを破壊した。トーマス・アーノルドは、ウォルシニを陥落させたのはプブリウス・デキウス・ムスであり、グルゲスの死亡によって補充執政官に選出され、翌年も法務官（プラエトル）または独裁官（ディクタトル）としてインペリウム（軍事指揮権）を維持して作戦を継続したとする。
上記以外でグルゲスに関して知られていることは一つだけである。グルゲスが按察官（アエディリス）であったときに（ティトゥス・リウィウスによれば紀元前271年）、アポロニアからの大使が元老院に派遣されたが、グルゲスはこれをぞんざいに扱ったため、クァエストル（執政官の代理として裁判を行う）に裁判にかけられた。しかし、アポロニア大使はグルゲスに何の罰も求めず、無罪となった。

## 参考資料
- ティトゥス・リウィウス『ローマ建国史』、
- ゾナラス『歴史梗概』
- カッシウス・ディオ『ローマ史』
- カピトリヌスのファスティ
- Metzler, Stuttgart, In: Der Neue Pauly (DNP). Volume 7, Quintus Fabius Maximus Gurges (consul in 265 BC). 1999, ISBN 3-476-01477-0
- Louis Moréri, Le grand Dictionaire historique, or le mélange curieux de l'histoire sacrée et profane (1759), Suite chronologique des consuls romains
- Thomas Arnold, History of Rome, Volume 2 (1840)